# Elefthérios Synadinós
Elefthérios Synadinós (grec moderne : Ελευθέριος Συναδινός), né le 6 juillet 1955 à Árgos Orestikó, est un homme politique grec. Ancien membre du parti Aube dorée, il a depuis fondé son propre parti, l'Union radicale patriotique (el).

## Biographie
Elefthérios Synadinós entre à l'École des Évelpides, la principale académie militaire grecque, en 1975 et en sort diplômé en 1979 en tant que sous-lieutenant d'infanterie. Il est également diplômé de parachutisme depuis 1980. Pendant près de quatre décennies, il a servi les forces armées grecques. Il est marié et père de deux enfants.
Il est élu député européen le 25 mai 2014.
Le 9 mars 2016 à Strasbourg, le président du Parlement européen Martin Schulz l'oblige à quitter l'assemblée à la suite de ses propos racistes envers les Turcs.
En juin 2018, après avoir quitté l'Aube dorée deux mois auparavant, il annonce créer un nouveau parti, l'Union radicale patriotique (el). Lors des élections européennes de mai 2019, le parti fait alliance avec le LAOS et obtient 1,23 % des voix. Il ne participera pas aux élections législatives de juillet 2019.